# 1000のバイオリン
「1000のバイオリン」（せんのバイオリン）は、日本のロックバンド、THE BLUE HEARTSの通算15枚目のシングル。

## 解説
- 6thアルバム『STICK OUT』からのリカット。
- シングルカットされてから13年の時を経た2006年、アサヒ飲料の缶コーヒー「ワンダ 100年ブラック」のCMソングに、カップリングに収録されている「1001のバイオリン」（オーケストラバージョン）が起用された[1]。
- 映画監督の深作欣二が「人生で最も好きな曲」と語った事があり、葬儀の際にも自身が手掛けた映画の音楽に加え、「1001のバイオリン」が流された。このことは日本テレビ『人生が変わる1分間の深イイ話』でも紹介され、「全員一致の深イイ話」に選ばれた。
- 2010年には宮崎あおいが、クロスカンパニー「earth music&ecology 」（春期）のCMで「1001のバイオリン」を歌っている[2]。

## 収録曲
1. 1000のバイオリン
（作詞・作曲: 真島昌利）
2. 俺は俺の死を死にたい（Alternative version）
（作詞・作曲: 真島昌利）
6thアルバムに収録されているのとは別バージョンで、デモテープに基づいて制作されたため、歌詞が一部アルバム収録分と異なる。真島がボーカルをつとめている曲。
3. 1001のバイオリン
（作詞・作曲: 真島昌利 / 編曲: 金子飛鳥）
「1000のバイオリン」のオーケストラバージョンで、6thアルバムには未収録。

## カバー
1000のバイオリン
- CHEHON - 2009年発売のアルバム『『RHYME LIFE』収録。レゲエでカバーしている[3]。トリビュートアルバム『RESPECT!!! THE BLUE HEARTS -A Reggae Tribute to THE BLUE HEARTS-』（2011年6月20日）にも収録。
- THE ROLLING GIRLS（小澤亜李、日高里菜、種田梨沙、花守ゆみり） - 2015年1月期の独立局系深夜アニメ『ローリング☆ガールズ』の挿入歌として使用。
- 冨田ラボ - 2016年発売のコラボレーションアルバム「コラボレーションアルバム「30th anniversary THE BLUE HEARTS re-mix『re-spect』」収録[4]。
- 宮崎あおい『earthmusic&ecology』宣伝曲
- 南佳孝 - 2019年10月30日発売のアルバム『ラジオな曲たちII』収録。
- FUJIWARA - 2022年12月30日放送『クイズ☆正解は一年後』（TBSテレビ）内にてカバー。2023年1月1日に配信リリースされるトリビュート・アルバム『ザ・ブルーハーツ クイズ☆正解は一年後 トリビュート』に収録[5]。

1001のバイオリン
- CHEHON - 2010年のシングル「CHALLENGER + LIVE LIFE」に収録。